# Juarina
Juarina es un municipio brasileño del estado del Tocantins. Se localiza a una latitud 08º07'10" sur y a una longitud 49º03'53" oeste, estando a una altitud de 180 metros. Su población estimada en 2004 era de 2.535 habitantes.